# Parafia Bożego Ciała w Bieczu

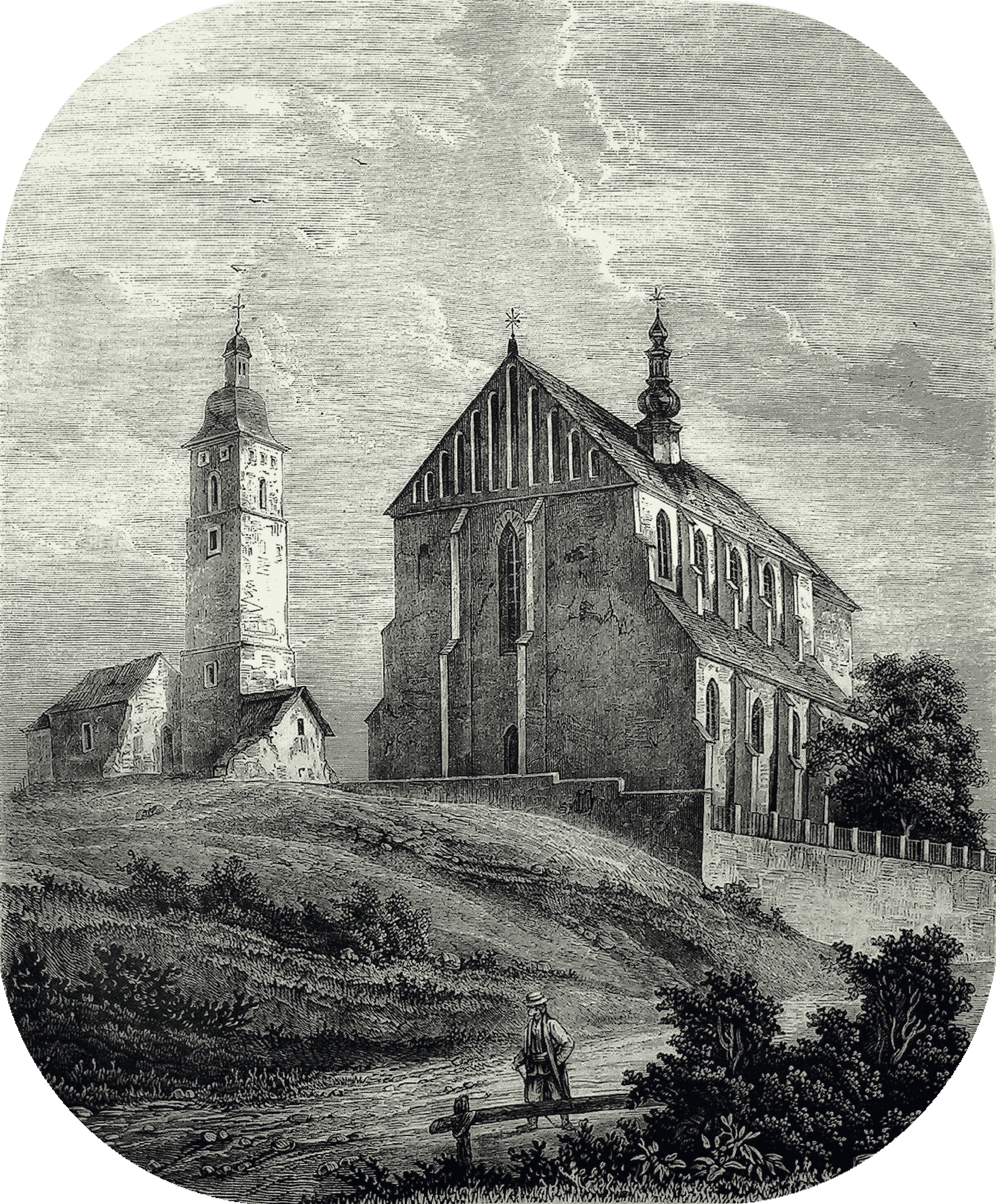
Kościół Bożego Ciała i dzwonnica w Bieczu
Tygodnik Ilustrowany, 2 połowa XIX w.

Parafia Bożego Ciała w Bieczu – parafia rzymskokatolicka z siedzibą w Bieczu, znajdująca się w diecezji rzeszowskiej w dekanacie bieckim.

## Historia
Gród w Bieczu istniał w XI w. a parafia w Bieczu istniała już przed 1326 r., jak to podaje świętopietrza w Polsce. Początek życia parafialnego związany był z drewnianą świątynią grodową pw. św. Piotra, wzniesioną na tzw. Górze Zamkowej. Na początku XIV w. erygowano w Bieczu drugą parafię przy nowo zbudowanym przez kolonistów niemieckich kościele pw. Bożego Ciała. Na początku XVI w. bp Jan Konarski włączył parafię św. Piotra do parafii Bożego Ciała. Kard. Jerzy Radziwiłł w 1598 wyniósł probostwo do godności prepozytury i erygował kolegium mansjonarzy. W 1999 r. bp rzeszowski Kazimierz Górny, przywrócił świątyni nazwę kolegiaty, a każdorazowemu jej proboszczowi tytuł prepozyta. Obecny kościół parafialny (kolegiata) powstał w 2 połowie XV w., był wielokrotnie odnawiany, m.in.: 1757–1766, 1863–1868 i 1888–1903.

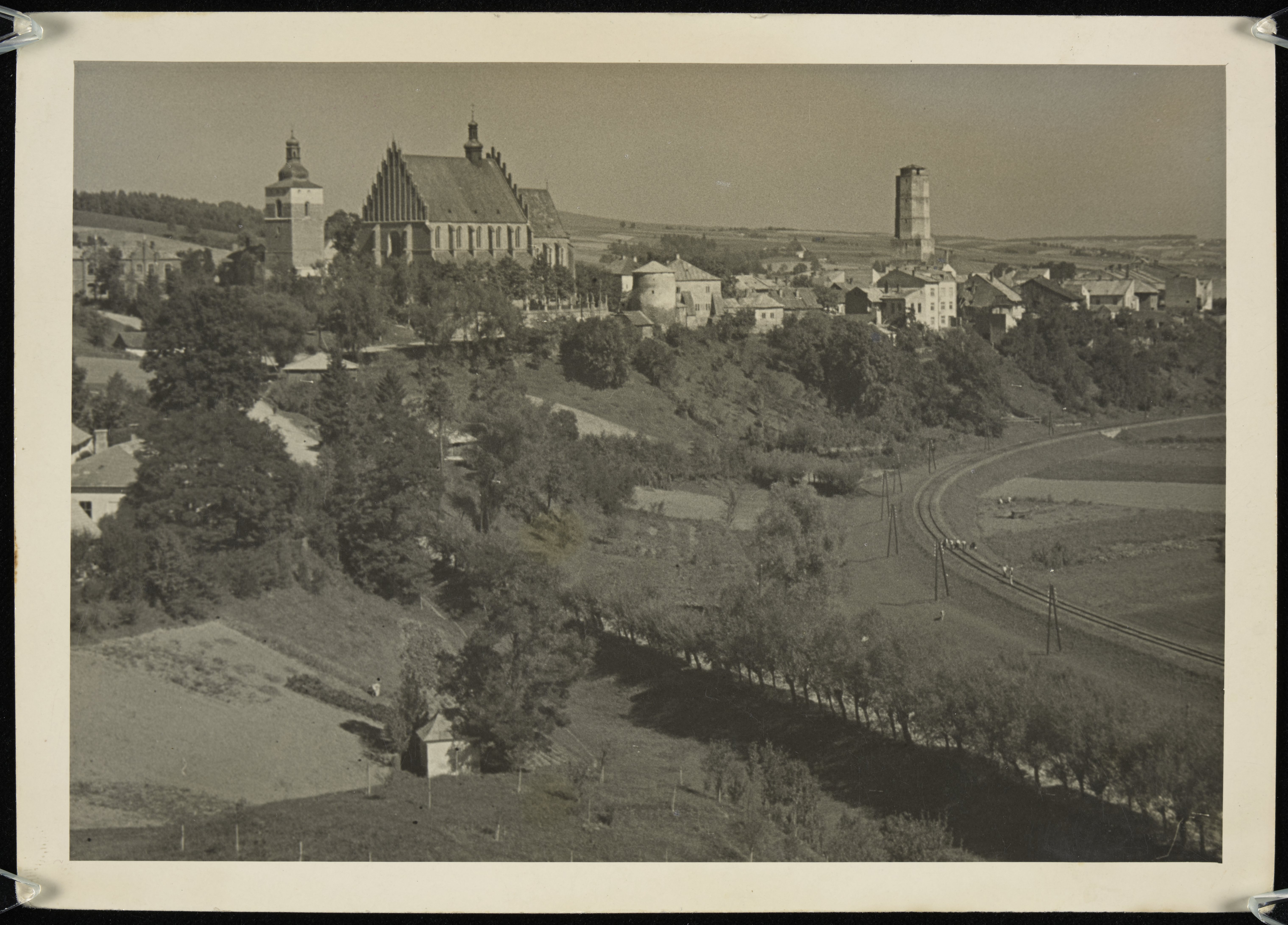
Kościół parafialny (fara) 1936 r.

W życiu parafialnym Biecza istniało 6 kościołów (dawne kościoły):
1. Kościół parafialny pw. św. Piotra na wzgórzu poza miastem;
2. Kościół murowany, szpitalny świętego Ducha, wyniesiony do godności prepozytury szpitalnej przed 1421 r.;
3. Kościół murowany św. Jakuba Apostoła, istniał od 1450 (rozebrany na początku XX w.);
4. Kościół murowany pw. św. Barbary (nazywany również św. Stanisława Biskupa) zbudowany przed 1473 r.;
5. Kościół drewniany św. Krzyża, istniał w 1450 r., zniszczony w czasie „potopu”;
6. Kościół pw. NMP wzmiankowany w 1595 r., zniszczony również w czasie „potopu”.

### O parafii
Przy parafii istniał szpital dla chorych i ubogich ufundowany przez mieszkańców bieckich i św. królową Jadwigę w 1395 r.
Z parafii pochodził Marcin Kromer, biskup warmiński, wybitny historyk Polski, urodzony w Bieczu w 1512 r.
W latach 1982–1991 proboszczem parafii farnej był ks. Jan Styrna, późniejszy biskup pomocniczy tarnowski, następnie biskup diecezjalny elbląski.
Odpust parafialny (święto parafialne) parafia obchodzi czterokrotnie: niedziela przed Środą Popielcową; uroczystość świętych Apostołów Piotra i Pawła (patronów miasta Biecz); uroczystość Bożego Ciała oraz I niedziela października – Matki Bożej Różańcowej.
Parafia Bożego Ciała w Bieczu jest siedzibą dekanatu Biecz (bieckiego), powstałego ok. 1436–1446 roku.

### Przynależność parafii i terytorium
Parafia w swojej historii przynależała do diecezji: na początku do diecezji krakowskiej, następnie tarnowskiej, później diecezji przemyskiej (od ok. 1805) następnie od 28.10.1925 wraca do diecezji tarnowskiej aż do 25.03.1992 r. kiedy utworzono diecezje rzeszowską – parafia wówczas została włączona do powstałej diecezji, gdzie pozostaje nadal. W wyniku zmian (powstawania m.in. nowych parafii) do parafii Bożego Ciała należy obecnie część miasta Biecz oraz wioski Strzeszyn i Korczyna. Dawniej do parafii farnej należało całe miasto Biecz oraz m.in.: Belna, Klęczany, Korczyna (i Załawie), Kwiatonowice i Strzeszyn.

## Proboszczowie parafii Biecz
Ostatnimi proboszczami bieckiej fary byli:
- ks. Tomasz Jaszczór, 1859–1888[10][11]
- ks. Stanisław Ziemiański, 1888–1897[12]
- ks. Leon Pastor, 1898–1910[13]
- ks. Andrzej Solecki, 1910–1926[14]
- ks. Michał Sidor, 1926–1937[14]
- ks. Bogumił Stawarz, 1938–1958[15]
- ks. Stanisław Pękala, 1958–1982[16]
- ks. Jan Styrna, 1982–1991[16]
- ks. Leszek Dudziak, 18.06.1991–23.03.1992[17]
- ks. Zygmunt Mularski, 01.05.1993–17.08.2001[18]
- ks. Władysław Kret, 17.08.2001–26.08.2017[19]
- ks. Janusz Kurasz, 26.08.2017–22.06.2025[20]
- ks. Andrzej Sroka, od 09.08.2025 – obecnie[21]